# گاگیک قازینیان
گاگیک سرگئی قازینیان (ارمنی: Գագիկ Սերգեյի Ղազինյան؛ زادهٔ ۶ مارس ۱۹۵۵) یک حقوق‌دان، استاد و آکادمیسین  اهل ارمنستان است.

## زندگی‌نامه
در ۶ مارس ۱۹۵۵ در ایروان به دنیا آمد و از دانشکده حقوق دانشگاه دولتی ایروان فارغ‌التحصیل شد. وی عضو فرهنگستان ملی علوم ارمنستان بود. وی همچنین برنده مدال مخیتار گش و حقوقدان شایسته جمهوری ارمنستان شده است.

## یادداشت
1. ↑  իրավաբանական գիտությունների դոկտոր
2. ↑  իրավաբանական ֆակուլտետ